# Basarab Nicolescu
Basarab Nicolescu (Ploiești, 5 de marzo de 1942) es un físico rumano. 
Se inició en el campo de la física teórica en el Centro Nacional de Investigación Científica del Laboratorio de Física Nuclear y de Altas Energías (Laboratoire de Physique Nucléaire et de Hautes Énergies) de la Universidad Pierre y Marie Curie (París), donde obtuvo el doctorado en 1972. También es profesor de la Facultad de Estudios Europeos de la Universidad Babeș-Bolyai (Cluj-Napoca).
Es fundador y presidente del Centro Internacional de Investigaciones y Estudios Transdisciplinarios (CIRET: Centre International de Recherches et Études Transdisciplinaires), organización sin fines de lucro que cuenta con 163 miembros de 26 países.
Es cofundador, junto con René Berger, del Grupo de Estudio de la Transdisciplinariedad de la UNESCO (1992).  
Es fundador y director de las siguientes colecciones: 
- Transdisciplinarité (Transdisciplinariedad), de la editorial Rocher,[2] de Mónaco

- Science și religia (Ciencia y religión), de la editorial Curtea Veche,[3] de Bucarest

- Les Roumains de Paris (Los rumanos de París), de Ediciones Oxus,[4] de París

También es especialista en la teoría de partículas elementales. 
Basarab Nicolescu es el autor de más de 130 artículos en las principales revistas científicas internacionales, ha realizado numerosas contribuciones a la ciencia, antologías, y ha participado en la radio (en France Culture, France Inter, Radio Nostalgie, Radio Rumania y otras emisoras) y en programas de televisión de la RTL9, de Luxemburgo, sobre la ciencia.
Es un importante promotor de la reconciliación entre la ciencia transdisciplinaria y las humanidades. Ha publicado numerosos artículos sobre el papel de la ciencia en la cultura contemporánea en revistas y libros de autoría colectiva en Francia, Rumania, Italia, Reino Unido, Brasil, Argentina, Japón y en los EE. UU.
Es miembro de la International Society for Science & Religion y del Grupo de Física y Cosmología del CTNS (Center for Theology and the Natural Sciences).

## Obras
- Nicolescu, Basarab; Böhme, Jakob (1991). Science, Meaning, & Evolution: The Cosmology of Jacob Boehme (en inglés). Parabola Books. ISBN 9780930407209.
- Nicolescu, Basarab (1996). Teoreme poetice (en rumano). Cartea Românească. ISBN 9789732305218.
- Nicolescu, Basarab (2002). Manifesto of Transdisciplinarity (en inglés). SUNY Press. ISBN 9780791452615.[7]
- Nicolescu, Basarab (2014). From Modernity to Cosmodernity: Science, Culture, and Spirituality (en inglés). SUNY Press. ISBN 9781438449630.
- Nicolescu, Basarab (2015). Nous, la particule et le monde: Essai de philosophie et de physique (en inglés). EME éditions. ISBN 9782806603340.

## Libros y textos en otros lenguajes
- Artículo titulado La necesidad de la transdisciplinariedad en la educación superior en Trans-pasando Fronteras, No. 3, 2013, ISSN 2248-7212. Cali, Colombia: Universidad Icesi (URL visitada el 9 de enero de 2014).
- Artículo titulado La evolución transdisciplinaria del aprendizaje en Trans-pasando Fronteras, No. 4, 2013, ISSN 2248-7212. Cali, Colombia: Universidad Icesi (URL visitada el 25 de julio de 2014).